# HMS Osiris (N67)
HMS Osiris (N67) là một  tàu ngầm lớp Odin được Hải quân Hoàng gia Anh chế tạo vào cuối thập niên 1920. Nó là chiếc tàu chiến thứ hai của Hải quân Anh được đặt cái tên này, theo tên Osiris, một nhân vật trong thần thoại Ai Cập. Nhập biên chế năm 1929, nó được phái sang phục vụ tại Viễn Đông cho đến năm 1938, và được điều sang tăng cường cho lực lượng tại Địa Trung Hải khi Chiến tranh Thế giới thứ hai bùng nổ. Osiris được điều động trở lại phục vụ cùng Hạm đội Đông tại Colombo, Ceylon từ tháng 7, 1943 cho đến khi xuất biên chế vào tháng 3, 1945. Con tàu bị tháo dỡ tại Durban, Nam Phi vào năm 1946.

## Thiết kế và chế tạo

### Thiết kế
Lớp Odin được chế tạo với một thiết kế được cải biến, có kích thước lớn hơn chiếc nguyên mẫu HMS Oberon. Nó có chiều dài chung 283 ft 6 in (86,41 m), mạn tàu rộng 30 ft (9,1 m) và mớn nước sâu 16 ft 1 in (4,90 m). Nó có trọng lượng choán nước 1.781 tấn Anh (1.810 t) khi nổi và 2.083 tấn Anh (2.116 t) khi lặn. Con tàu được vận hành bằng hai động cơ diesel Admiralty công suất 2.950 bhp (2.200 kW) cùng hai động cơ điện công suất 1.350 shp (1.010 kW), mỗi chiếc dẫn động một trục chân vịt. Nó đạt được tốc độ tối đa 15 kn (28 km/h) trên mặt nước và 9 kn (17 km/h) khi di chuyển ngầm.
Lớp Odin có thủy thủ đoàn đầy đủ 53 đến 55 người. Con tàu trang bị một hải pháo QF 4-inch/40 Mk IV, hai súng máy Lewis, cùng tám ống phóng ngư lôi 533 milimét (21,0 in), gồm sáu ống trước mũi và hai ống phía đuôi. Nó có thể mang theo tổng cộng 24 ngư lôi 21 in (530 mm).

### Chế tạo
Osiris được đặt lườn tại xưởng tàu của hãng Vickers-Armstrongs tại Barrow-in-Furness vào ngày 12 tháng 5, 1927. Nó được hạ thủy vào ngày 19 tháng 5, 1928 và nhập biên chế cùng Hải quân Hoàng gia Anh vào ngày 25 tháng 1, 1929.

## Lịch sử hoạt động
Sau khi phục vụ cùng Chi hạm đội tàu ngầm 5 tại Portsmouth trong giai đoạn 1929-1930, Osiris được cử sang Viễn Đông, nơi nó phục vụ cùng Chi hạm đội tàu ngầm 5 đặt căn cứ tại Hong Kong từ năm 1930 đến năm 1937, rồi quay trở lại Portsmouth cho đến năm 1939. Khi Chiến tranh Thế giới thứ hai nổ ra tại Châu Âu, Osiris được điều động gia nhập Chi hạm đội tàu ngầm 1 đặt căn cứ tại Alexandria, Ai Cập, đến nơi vào ngày 30 tháng 9, 1939, rồi được điều sang Malta vào đầu tháng 11.
Trong chuyến tuần tra khu vực phía Nam biển Adriatic, vào ngày 16 tháng 8, 1940, Osiris đánh chìm chiếc tàu buôn Ý Morea 1.968 GRT bằng hải pháo ở vị trí khoảng 50 nmi (93 km) về phía Tây Durazzo, Albania. Đến ngày 22 tháng 9, trong eo biển Otranto, nó phóng ngư lôi tấn công một đoàn tàu vận tải, và đánh chìm tàu phóng lôi Ý Palestro (889 tấn) ở vị trí khoảng 40 nmi (74 km) về phía Tây Durazzo, tại tọa độ 41°19′B 18°34′Đ / 41,317°B 18,567°Đ.
Đến cuối tháng 12, 1940, Osiris lên đường quay trở về Anh ngang qua Gibraltar để được đại tu và tái trang bị, rồi được sửa chữa và nâng cấp tại Xưởng tàu Chatham từ ngày 25 tháng 1 đến ngày 23 tháng 5, 1941. Chiếc tàu ngầm lên đường vào ngày 14 tháng 6 để quay trở lại Malta ngang qua Gibraltar, đến nơi vào ngày 3 tháng 7, và bắt đầu hoạt động tuần tra tại vùng biển phía Tây Hy Lạp. Vào ngày 14 tháng 7, nó tấn công bằng hải pháo và gây hư hại cho chiếc tàu buôn Ý Capo d'Orso 3.149 GRT ở vị trí gần Argostoli thuộc đảo Kefalonia, Hy Lạp. Vào tháng 8, 1941, chiếc tàu ngầm thực hiện một chuyến đi tiếp liệu từ Alexandria đến Malta đang bị đối phương bao vây, rồi chuyển căn cứ hoạt động về Alexandria, Ai Cập.
Vào ngày 3 tháng 2, 1942, trong một chuyến tuần tra về phía Bắc đảo Crete, Osiris lần lượt gặp trục trặc cả hai động cơ diesel, nên chết đứng giữa biển trong khi biển động mạnh tại khu vực gần phòng tuyến đối phương. Sau khi sửa chữa tạm thời, nó buộc phải hủy bỏ chuyến tuần tra, nhưng lúc đang trên đường quay trở về căn cứ, động cơ lại bị hỏng, và chiếc tàu ngầm phải được kéo về cảng. Osiris được kéo đến Port Said vào ngày 11 tháng 4, 1942, nơi công việc sửa chữa được thực hiện, nhưng kéo dài cho đến ngày 27 tháng 3, 1943.
Chuyển căn cứ hoạt động đến Beirut, Liban, Osiris xuất phát từ đây vào ngày 23 tháng 6, 1943 cho chuyến tuần tra trong biển Aegean. Trong một cuộc đụng độ vào ngày 27 tháng 6, nó đã đánh chìm chiếc tàu buồm Ý Vittorina (11 tấn) bằng hải pháo ở vị trí về phía Bắc đảo Crete, tại tọa độ 36°12′B 26°45′Đ / 36,2°B 26,75°Đ. Sang ngày hôm sau 28 tháng 6, nó lại gây hư hại cho chiếc tàu buồm Ý Palermo (31 tấn) bằng hải pháo ở vị trí khoảng 5 nmi (9,3 km) về phía Tây Nam Episkopi, tại tọa độ 36°19′B 27°26′Đ / 36,317°B 27,433°Đ.
Vào cuối tháng 7, 1943, Osiris được điều sang hoạt động trong Ấn Độ Dương. Nó băng qua kênh đào Suez vào ngày 30 tháng 7 để hướng sang cảng Kilindini, Mombasa, Kenya ngang qua Aden, đến nơi vào ngày 25 tháng 8. Tại đây chiếc tàu ngầm phục vụ cho việc huấn luyện chống tàu ngầm cho các tàu chiến thuộc Hạm đội Đông cho đến khi xuất biên chế vào ngày 7 tháng 3, 1945. Con tàu bị bán để tháo dỡ tại Durban, Nam Phi vào tháng 9, 1945.